# Sio (speelgoed)
Sio (Speelgoed Industrie Overijssel) was producent van kinderspeelgoed uit Vroomshoop. Het verkoopkantoor was gevestigd op de Herengracht 25 in Amsterdam. De merknaam wordt met kleine letters geschreven.

## Geschiedenis
De fabriek werd opgericht in 1938. Het was in die tijd de enige industriële onderneming in het Overijsselse dorp en de oprichting bracht derhalve veel werkgelegenheid met zich mee. In september 1982 brandde de fabriek af. Na de brand is op andere plaatsen nog tijdelijk de productie van een aantal artikelen voortgezet. Van januari 1986 tot juli 1989 werd de productie voortgezet in Etten-Leur onder de naam 'sio Etten-Leur', gevolgd door 'Borka Etten-Leur'. Vanaf 1 januari 1990 staakte Borka haar handelsactiviteiten onder de naam sio, waarmee er een definitief einde kwam aan de merknaam sio.

## Assortiment
Sio vervaardigde voornamelijk houten speelgoed, spellen en constructiespeelgoed. De producten werden toegespitst op verschillende leeftijden.
Bij het houten speelgoed kan gedacht worden aan: garages, vrachtwagens en winkeltjes. Zo maakte sio in de jaren vijftig kruidenierswinkeltjes en later stoffenwinkeltjes, compleet met ‘balen stof’.
Het constructiespeelgoed werd verkocht onder de naam sio Montage. Het ontstond eind jaren vijftig als goedkope tegenhanger van merken als Meccano en Temsi. Het assortiment werd binnen enkele jaren uitgebreid tot een groot aantal bouwdozen, lichtdozen, motordozen en aanvulsets. De collectie sio Montage werd tot 1982 gemaakt.
Kaart- en bordspellen vervaardigd door sio, waren bijvoorbeeld: Kom Mee Naar Buiten (gemaakt voor de jubilerende NVV), Huisje Boompje Beestje, Ganzenbord, Het Padvinderspel en Het Tom Poes Spel. Daarnaast had sio de Nederlandse licentie van Scrabble.
In de jaren zeventig kwamen winkeltjes (boutiques en later boetieks) voor tienerpoppen op de markt, gemaakt van bedrukt hardboard en karton. In de jaren zeventig maakte sio ook poppenhuizen, boerderijen en een serie wildwestspeelstallen.

## Ontwerp
Het echtpaar Rokus van Blokland (1926 - 2018) en Corry van Blokland-Mobach (1929) ontwierp tussen 1950 en 1980 de huisstijl en het speelgoed van sio. Ze werkten volgens een vast stramien: Rokus maakte het hoofdontwerp en Corry verzorgde de details. Kleur en vorm waren belangrijk voor de pedagogische waarde van de ontwerpen. Het duo wist jaarlijks 20 tot 25 verschillende speelgoederen te ontwerpen. Rokus en Corry hebben in de jaren dat ze voor sio werkten ook het uiterlijk van de Nederlandse versie van Scrabble vormgegeven. Ook ontwierpen ze het Jeugdscrabble.
Een ontwerp van Rokus van Blokland bevindt zich in de collectie van het Stedelijk Museum in Amsterdam.

## Fotogalerij

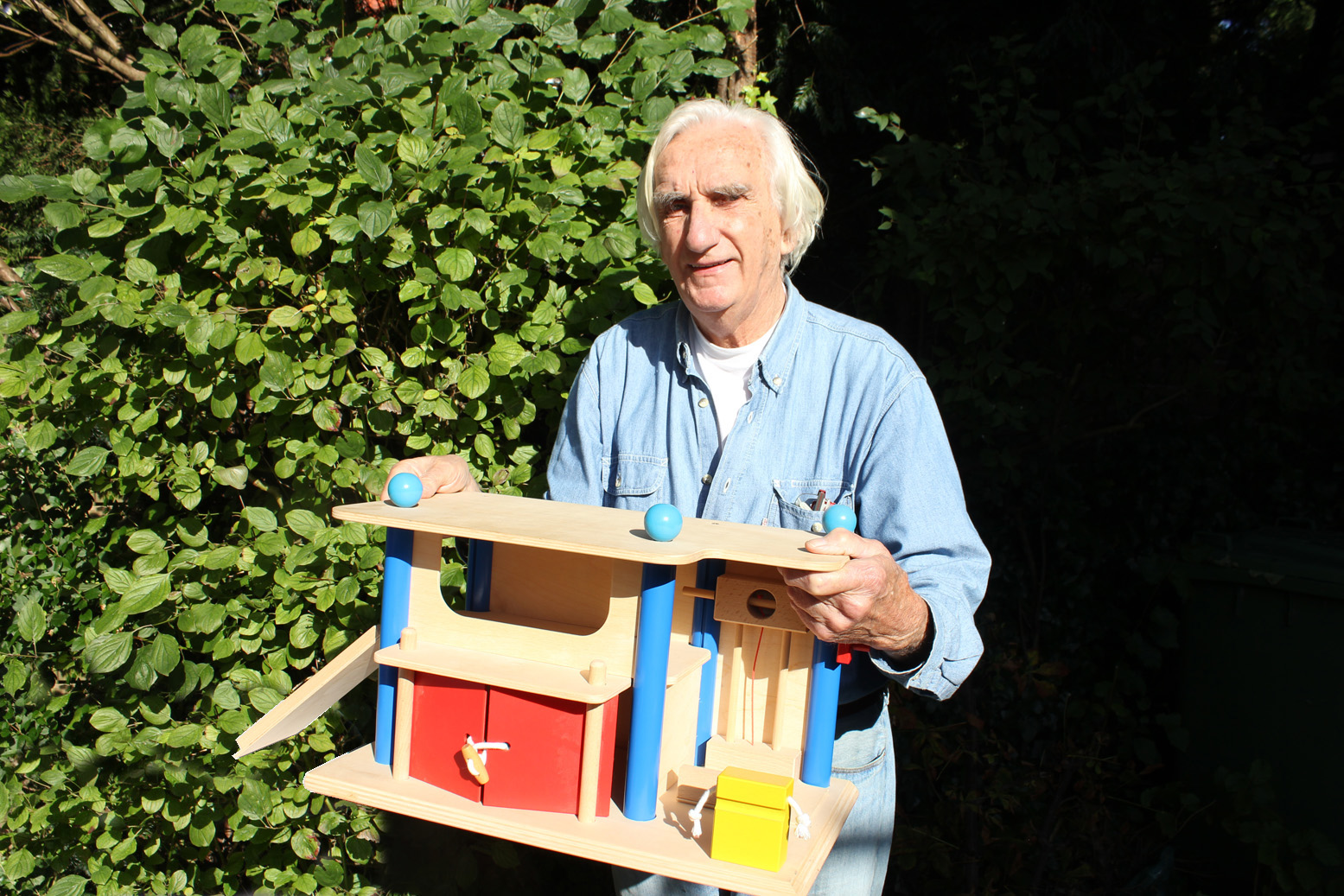
Rokus van Blokland met een garage van sio
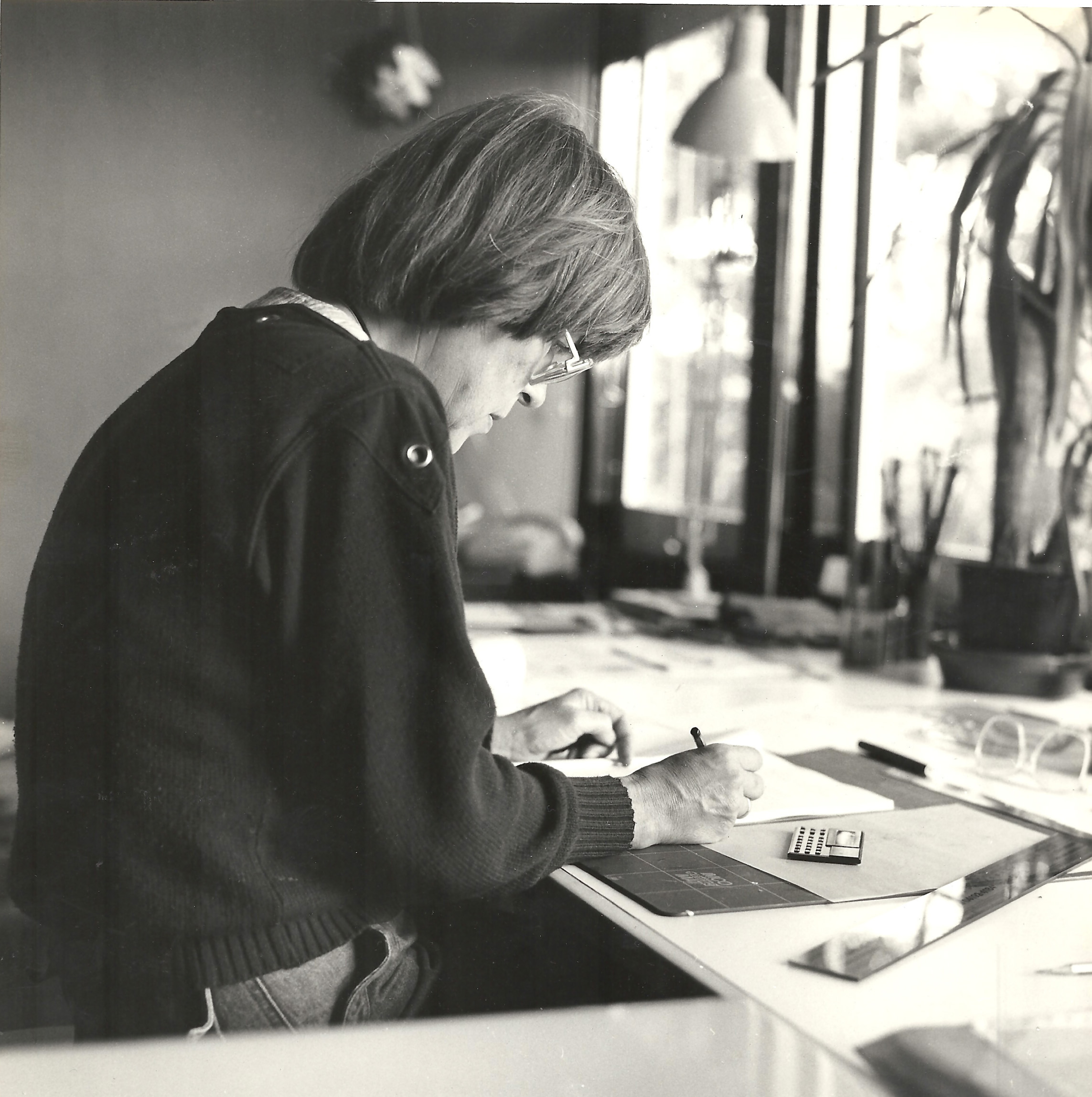
Corry van Blokland-Mobach aan het werk
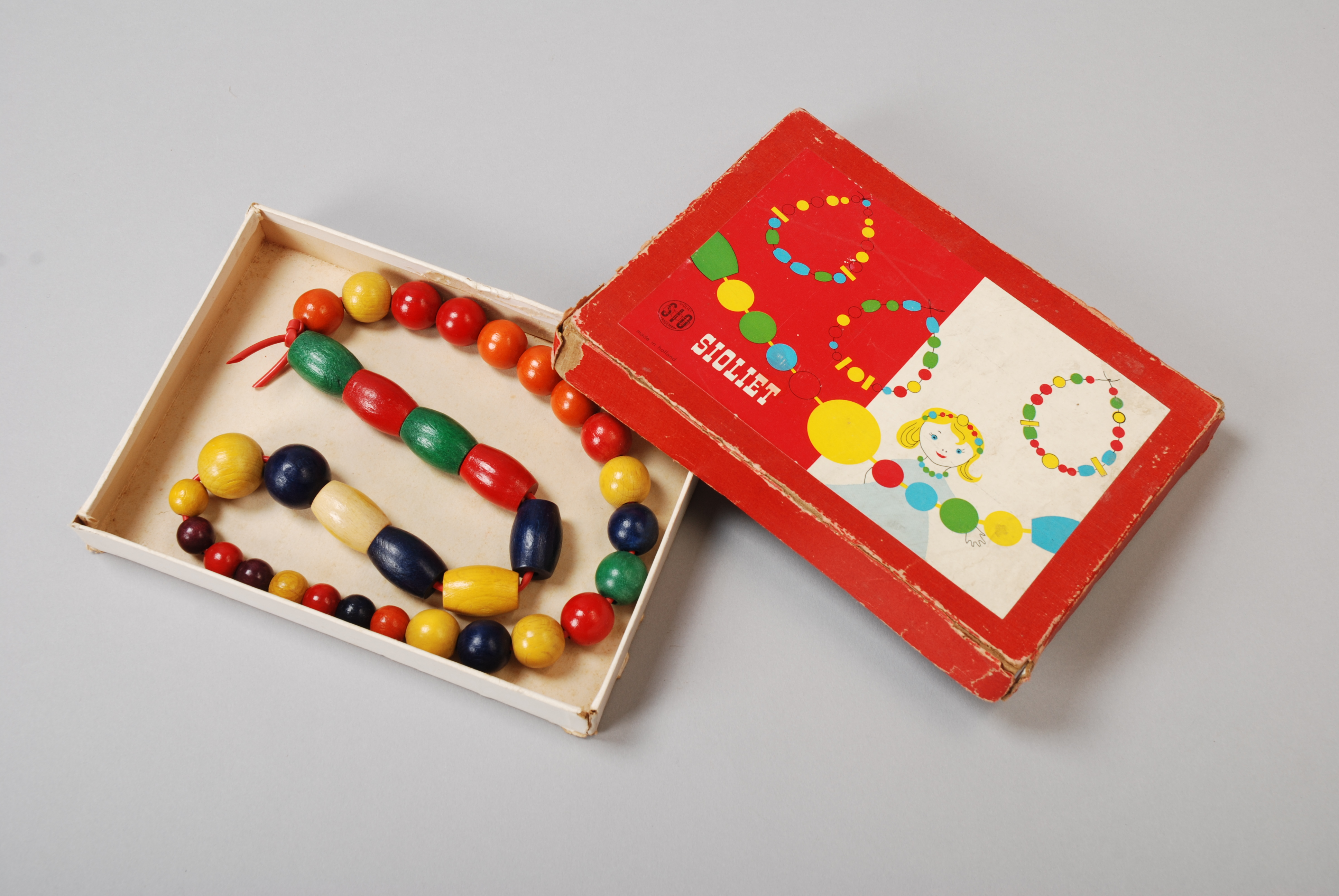
Een kralenketting van sioliet